# Искър (язовир)
Вижте пояснителната страница за други значения на Искър.
„Искър“ (до 21 декември 1949 г. Пасарел, до 19 януари 1962 г. Гигант язовир Сталин) е най-големият, както по обем, така и по площ язовир в България. Той е публична държавна собственост и се поддържа от Националната електрическа компания.

## Местоположение
Язовир „Искър“ е разположен в горното течение на река Искър, в землището на село Долни Пасарел и до Републикански път II-82. Използва се за водоснабдяване на столицата София, както и за производство на електроенергия. Язовирът се намира на 57 km от София.

## История
Според историческия обзор на компания „Софийска вода“ нуждата за построяване на язовир на река Искър е определена още 1900 – 1901 г., веднага след построяването на ВЕЦ „Панчарево“. През 1921 г. темата отново излиза на дневен ред с нарастващите нужди от вода за столицата. Проектът за 55-метрова язовирна стена и язовир с обем 320 милиона м3 не може да се осъществи поради неспособността на общината да компенсира жителите на селата Горни Пасарел, Калково и Шишманово.
През 1932 – 1941 г. са направени топографски снимки, геоложка оценка за стената и наблюдения на количеството вода в Искъра край Пасарел, с цел построяване на язовир „Св. Петър“ (по името на манастира в Долни Пасарел, край който е трябвало да бъде стената). Язовирната стена е на мястото на днешната стена на язовир „Искър“, но по това време се планира тя да е висока само 46 метра с обем на водохранилището 200 милиона m³.
През юли 1947 г. започват нови геоложки проучвания на 4 места между Горни Пасарел и Панчарево за изграждане на язовир. С най-благоприятни геоложки, топографски и водно-стопански условия се оказва мястото около 37-и км. През 1947 – 1948 г. водите на река Искър се проучват допълнително.
В началото на 1948 г. започва работата по проектите за второто ниво на каскада „Искър“ в новосъздадения Енергохидропроект. Бившият кмет на София инж. Иван Иванов, осъден на смърт от народния съд, е помилван на доживотен затвор в замяна за проектирането на язовир Искър. Той проектира язовира под милиционерско наблюдение, преди да бъде изцяло помилван. На 26 януари 1949 г. проектът е одобрен от експертен съвет към тогавашното Министерство на електрификацията и мелиорациите и е планирано язовирът да има работен обем 520 млн. м3 и 60 млн. м3 резервен обем.
Подготвителните работи започват през 1949 г., основното строителство – в края на 1950 г., а на 6 септември 1954 г. хидровъзелът е официално открит. За времето си той е най-голямото техническо съоръжение в България. На 21 декември 1949 г., докато още е в строеж, е преименуван на „Гигант язовир Сталин“, по-късно името му е върнато. През 1959 година територията около язовира, която традиционно е част от Самоковско, е прехвърлена административно към София-град.
Максималният обем, достиган в историята на язовира, е 675,5 млн. m³ през 1976 година, когато за предотвратяване на наводнения под него преливникът е затворен и временно надграден. Най-ниският обем след завиряването на язовира е през април 1994 година, когато въпреки въведените по-рано ограничения на водоснабдяването в София във водохранилището остават само 53,9 млн. m³.

## Технически данни
Язовирната стена е бетонна масивно-гравитачна, съставена от 18 блока, като средните са с ширина 14 m, а към краищата ширината постепенно намалява до 8,4 m. Стената има максимална височина 74,65 m и дължина по короната 204,0 m. Преливникът е челен, разположен върху централните блокове, и има две преливни полета широки по 12 m с общ капацитет 612 m³/s, а основният изпускател, вграден в централните блокове, има капацитет 128 m³/s, но те не могат да се използват изцяло, тъй като коритото на реката под тях позволява протичането на едва 60 m³/s.
Водохранилището има функции на многогодишен изравнител с общ обем 655,3 млн. m³ (при 673 млн. m³ по първоначален проект) и залята площ 30 km².
Параметри на язовира:
- полезен обем: 580 млн. м3
- площ на водосборната област: 1046 км2
- най-високо водно ниво – 817,5 м
- най-високо работно водно ниво – 816 м
- най-ниско работно водно ниво – 783 м
- дължина на язовира: 13,5 км
- средна надморска височина: 850 м
- кота корона – 817,65 м

## Фауна
В язовира живеят различни видове риба като сом, щука, пъстърва, шаран, костур и др.

## Галерия
- Язовир „Искър“
- Почивка на яз. „Искър“
- Забавление на Искъра